# Phrudus linorum
Phrudus linorum är en stekelart som beskrevs av Chiu 1987. Phrudus linorum ingår i släktet Phrudus och familjen brokparasitsteklar. Inga underarter finns listade i Catalogue of Life.